# Paul Young (personaggio)
Paul Young è un personaggio della serie televisiva Desperate Housewives.

## Personaggio
Paul Young, il cui vero nome è Todd Forrest, è il marito di Mary Alice Young (la casalinga morta nell'episodio pilota, per poi diventare la voce narrante della serie), e padre adottivo di Zach Young. Paul è il primo personaggio della serie che in certo senso ha rivestito un ruolo da antagonista, ha un carattere molto ambiguo, è capace di compiere i gesti più estremi pur di raggiungere i suoi fini, sa essere molto violento quando lo vuole e a volte si esprime agli altri con un tono sarcastico, e con una certa vena di arroganza. Nonostante tutto ama la sua famiglia, Paul non è esattamente una persona cattiva, in effetti il comportamento di Paul è supportato dalle cattive esperienze che gli sono venute incontro.
Nelle prime due stagioni della serie l'uomo ha vissuto al 4352 di Wisteria Lane, e al 4353 nella settima stagione.

## Storia

### Antefatti
Todd Forrest viveva con sua moglie Angela, quest'ultima infermiera. Purtroppo la moglie non riusciva ad avere figli, ma una sera una paziente di Angela che aveva dei problemi con la droga, Deidre, bussa alla porta dei Forrest con in braccio un bambino, suo figlio; Deidre, pur di avere altro denaro per acquistare altra droga, decide di vendere il figlio ai coniugi. Todd e Angela per garantire una vita migliore al bambino decidono di cambiare nome, in Paul e Mary Alice Young, e decidono di chiamare il loro bambino Zach, i tre si trasferiscono a Fairview nel quartiere di Wisteria Lane. Dopo alcuni anni Deidre si presenta a Wisteria Lane e va a trovare Paul e Mary Alice, con prepotenza decide di riprendersi il bambino, Paul cerca di fermarla ma lei lo aggredisce, Mary Alice prende un coltello e la uccide, quella stessa sera marito e moglie fanno a pezzi il cadavere della donna, lo inseriscono nel baule dei giocattoli, e lo nascondono nelle profondità della piscina.

### Prima stagione
Dopo molti anni Mary Alice si toglie la vita con un colpo di pistola alla testa, tutti sono il lutto nel quartiere e non capiscono il motivo del gesto di Mary Alice. Nel quartiere fa il suo arrivo un nuovo residente, Mike Delfino, che sembra avere un segreto da nascondere, intanto Paul nota che le amiche della defunta moglie, Susan Mayer, Lynette Scavo, Bree Van de Kamp e Gabrielle Solis, stanno indagando sulla morte di Mary Alice, e la cosa lo infastidisce. Paul scopre che la moglie si era tolta la vita perché qualcuno le aveva mandato un biglietto con scritto che il loro segreto era stato scoperto e che presto sarebbe diventato di dominio pubblico, grazie a un investigatore privato scopre che l'artefice del biglietto è Martha Huber, la ficcanaso del quartiere, Paul va da lei per avere delle spiegazioni, ma la donna non prova nessun senso di colpa per quello che ha fatto, alla fine Paul la uccide e seppellisce il suo corpo in un bosco. Zach inizia a manifestare un comportamento turbolento e Paul gli somministra delle droghe per tenerlo sotto controllo, intanto il cadavere di Martha viene rinvenuto e la sorella della defunta, Felicia Tilman, si trasferisce nel quartiere, la donna riconosce la foto di Mary Alice, infatti lei era una sua collega di lavoro quando si faceva chiamare ancora Angela, Martha scoprì il segreto degli Young proprio grazie alla sorella riconoscendo una foto di Mary Alice l'ultima volta che andò a trovare Felicia, quest'ultima capisce subito che è stato Paul a uccidere la sorella. Felicia scopre che Paul droga Zach e cerca di aiutarlo, si affeziona al ragazzo e intima Paul di abbandonare il quartiere, con la promessa che si prenderà cura lei di Zach, l'uomo è con le mani legate e come se non bastasse il misterioso vicino, Mike, lo aggredisce e cerca di ucciderlo; Mike confessa che era venuto a Wisteria Lane per indagare sulla morte di Deadre, il padre della ragazza, un uomo molto facoltoso, aveva chiesto a Mike di indagare perché lui e Deadre erano buoni amici, Paul gli racconta tutto, del fatto che era stata Mary Alice a ucciderla e anche di Zach, Mike incredulo risparmia la vita a Paul perché non può uccidere l'uomo che si è preso cura di suo figlio, infatti Mike è il padre biologico di Zach.

### Seconda stagione
Paul vive da solo dopo la fuga di Zach (dopo aver aggredito Felicia Tilman), nel quartiere tutti guardano male l'uomo in quanto il suo segreto è venuto a galla, ma Paul con spavalderia decide di ignorare le persone. Zach torna dal padre e i due decidono di ricominciare da capo, ma Felicia, che vive ancora nel quartiere e che vuole ancora vendicare la sorella, gli sta con il fiato sul collo. Il padre di Deadre è inconsapevole del fatto di avere un nipote, Felicia lo informa della cosa e dunque pur di entrare nella vita di Zach cerca di fare del male a Paul. Mike consiglia a Paul di far sì che Zach frequenti il nonno visto che gli rimane poco da vivere, Paul accetta, intanto Felicia decide di ricorrere a un gesto estremo, inscenare una falsa morte cospargendo il suo sangue nella casa di Paul e amputandosi due dita per far credere alle autorità che l'uomo l'abbia uccisa, il piano funziona e Paul viene arrestato mentre Felicia scappa vivendo in clandestinità per far credere a tutti di essere morta. Paul incoraggia Zach a chiedere soldi al nonno per aiutarlo, il nonno del ragazzo muore e Zach eredita tutto il suo denaro ma decide di non aiutare il padre.

### Terza stagione
Mike finisce in prigione per un omicidio di cui lui non è responsabile, in prigione incontra Paul ma non lo riconosce per via del fatto che a causa di un incidente ha perso gran parte della memoria, dei detenuti aggrediscono Mike ma Paul lo salva, Mike gli è riconoscente, ma il secondino rivela a Mike che era stato Paul a convincere i detenuti ad aggredirlo, Mike pretende delle spiegazioni, Paul gli fa capire che suo figlio Zach è la loro unica possibilità per uscire di prigione e lo convince a rintracciarlo. Zach fa uscire Mike di prigione, l'uomo lo convince ad andare a trovare il padre adottivo in carcere, Zach va a trovare Paul e quest'ultimo cerca di convincere il figlio a usare i suoi soldi per rintracciare Felicia Tilman e provare la sua innocenza, ma Zach con egoismo gli fa capire che non gli importa niente del padre e che userà i suoi soldi solo per se stesso.

### Sesta stagione
Paul ritorna nell'ultimo episodio della stagione, a causa dei problemi finanziari di Susan e Mike i due si sono veduti costretti a dare la casa in affitto con l'aiuto del loro agente immobiliare e amico Lee, inconsapevoli del fatto che il loro affittuario è proprio Paul, dallo sguardo dell'uomo si capisce che ha in mente di vendicarsi degli abitanti del quartiere che lo hanno abbandonato e tradito.

### Settima stagione
Tutti sono sbigottiti nel vedere Paul, l'uomo confessa che dopo aver passato gli ultimi anni in prigione per l'omicidio di Felicia di cui era innocente, la donna che per molto aveva vissuto in latitanza era stata arrestata per aver infranto un limite di velocità, e dopo averla identificata Paul era stato scagionato e gli era stato dato un cospicuo assegno per i danni morali. Il quartiere fa la conoscenza di Beth, la nuova moglie di Paul, i due non vengono visti di buon occhio dagli abitanti di Wisteria Lane. Paul non vuole essere solo l'affittuario di Susan, infatti vuole comprare la casa e quando scopre che Susan lavora in un sito pornografico pur di arrotondare i guadagni la minaccia dicendole che lo racconterà a tutti se non gli venderà la casa. Susan arrabbiata lo caccia via di casa con un cavillo tecnico, Paul mantiene la promessa e fa sapere la cosa in giro e Susan perde il lavoro di insegnante della scuola in cui lavorava, intanto la situazione matrimoniale di Paul non è delle migliori visto che lui e Beth non hanno consumato il loro matrimonio, Paul la caccia di casa ma quella stessa sera Susan lo aggredisce per aver raccontato tutto del sito, ma Beth punta una pistola a Susan intimandole di andarsene, Susan se ne va e Beth per la prima volta si concede a Paul. Quest'ultimo misteriosamente compra una casa dopo l'altra nel quartiere arrivando ad acquistarne otto, ovvero la maggioranza e dunque il suo piano per distruggere il quartiere e vendicarsi di coloro che secondo lui con ipocrisia lo hanno abbandonato viene rivelato, trasformare Wisteria Lane in un centro di recupero per ex detenuti, avendo comprato la maggioranza delle case nel quartiere Paul ha l'autorità per farlo, in questo modo Wisteria Lane diventerà pericolosa per i suoi abitanti e anche se decidessero di trasferirsi ci rimetterebbero finanziariamente visto che diventerà un quartiere di ex detenuti e il valore sul mercato immobiliare si abbasserebbe. Il sindaco decide di premiare Paul con una parata a Wisteria Lane, ma Lynette decide di fermarlo rovinando la parata chiamando dei protestatori molto violenti, la cosa sfugge di mano infatti si crea una rissa e Susan ne esce gravemente ferita, inoltre la figlia di Gabrielle rischia la vita, Lynette accusa Paul di aver rovinato tutto ma l'uomo fa tener presente che è stata Lynette a chiamare quella gentaglia e che lei e i suoi amici non sono migliori di quei ex detenuti. Il quartiere è raso al suolo e il piano di Paul di trasformarlo in un centro di recupero fallisce ma lui ne è ugualmente compiaciuto e con aria soddisfatta guarda Wisteria Lane quasi distrutta, ma subito dopo qualcuno gli spara. Paul si salva e gli investigatori sospettano di Beth, inoltre rivelano a Paul che la moglie è la figlia di Felicia Tilman e l'uomo rimane sbigottito dalla cosa, la polizia fa vedere a Paul la pistola dalla quale è partito il colpo ed è la stessa con la quale Mary Alice si era sparata, Paul capisce che a sparargli è stato Zach, il ragazzo ha speso tutti i soldi del nonno in donne e droga, Paul e Mike lo rinchiudono in un centro di recupero per tossicodipendenti, Zach non vuole ma Paul minaccia di raccontare tutto alla polizia se non acconsente, aggiungendo che se il figlio finisse dietro le sbarre per lui non farebbe differenza, Zach gli esprime il suo odio dicendogli che nessuno lo amerà mai. Paul confessa alla moglie che sa che lei è la figlia di Felicia, infatti la madre l'aveva obbligata a sposare Paul per tenerlo sotto controllo, ma alla fine Beth gli confessa di essersi veramente innamorata di lui, Paul non le crede e per ferirla confessa che è stato proprio lui a uccidere la zia Martha. Beth va dalla madre, ma la donna non vuole avere niente a che fare con lei per via del fatto che si è innamorata dell'assassino della sorella, intanto Susan è ancora provata fisicamente per quello che è successo alla parata di Paul e necessita di un trapianto di reni, Beth le offre il rene e si spara alla testa. Paul disperato non acconsente a staccare la spina visto che Beth tecnicamente è ancora viva e non vuole dare il rene a Susan perché non ha mai trattato Beth con rispetto, Paul va a trovare Felicia in prigione e la donna le dice che la guerra tra i due non ha fatto altro che creare problemi e che Beth lo amava per davvero, Paul decide di staccare la spina e di dare il rene a Susan. Felicia esce di prigione grazie alla morte della figlia per "motivi umanitari" e si trasferisce a Wisteria Lane e decide di sotterrare l'ascia di guerra con Paul e lui decide di crederle. Susan e Paul si riavvicinano dopo la morte di Beth e la donna riscopre il lato buono e gentile di Paul che per anni era rimasto seppellito. Felicia non demorde, infatti lei vuole ancora uccidere Paul e decide di farlo avvelenando il cibo che Susan gli prepara per far ricadere la colpa su di lei, ma il suo piano fallisce. Susan decide di riprendersi la casa e Paul la cede volentieri ringraziandola per averlo trattato con umanità, prima di andarsene però Paul viene aggredito da Felicia che decide di ucciderlo legandolo a una sedia e iniettandogli una flebo di veleno, Paul alla fine le confessa di aver ucciso Martha e che non si sente in colpa per la cosa, Susan cerca di salvare Paul ma Felicia aggredisce pure lei, Paul si libera e salva l'amica cercando di strangolare Felicia, ma Susan lo implora di non farlo facendogli capire che lui è migliore di lei, Paul la risparmia e la donna scappa, Paul confessa a Susan di aver ucciso lui Martha Huber e che vuole tornare a essere la brava persona di una volta, e quando arriva la polizia Paul confessa la sua colpevolezza riguardo all'omicidio di Martha e viene arrestato.

### Ottava stagione
Nel secondo episodio dell'ottava stagione, Bree va a trovare Paul in prigione per chiedergli chi le abbia inviato il biglietto minatorio, in quanto è identico a quello che Martha Huber mandò a Mary Alice prima che quest'ultima si togliesse la vita: So quello che hai fatto, mi dà la nausea, dirò tutto. Paul le rivela che informò del biglietto il detective Chuck Vance, inoltre consiglia a Bree di non compiere lo stesso errore che fece la moglie e di non tenersi tutto per sé. 
Da questa puntata in poi, Paul non verrà più né visto né citato nella serie.